# Мохаммед Омер
Мохаммед Омер (араб. محمد عمر , народився в 1984 р.) — палестинський журналіст. Працював репортером у численних засобах масової інформації: The New York Times (Доповідь Вашингтона у справах Близького Сходу), Аль-Джазіра, New Statesman, Pacifica радіо, електронна Інтіфада, The Nation, Інтер прес-служба, Новини вільного мовлення, Вермонт Guardian, ArtVoice Weekly, норвезька Morgenbladet, і Dagsavisen, шведські газети Dagen Nyheter і Aftonbladet, шведський журнал Arbetaren, німецькі видання Junge Welt і Ny Tid . Він також заснував Rafah Today і є автором декількох книг, зокрема Shell-Shocked .

## Нагороди
У 2008 році Омер отримав Премію Марти Ґеллгорн у журналістиці, де був номінований як «голос глухих», і його доповіді описувалися як «гуманний запис про несправедливість у громаді, забутій великою частиною світу». Ноам Хомскі відзначив, що кілька років стежив за роботою Омера і був радий дізнатися про його нагороду як «про честь, яку він заслуговує. Він продовжував свою роботу … з мужністю та чесністю. Не буде перебільшенням сказати, що він може служити моделлю почесної журналістики». Мохаммед нагороджений премією «Ossietzky» норвезької філії PEN International у 2009 році за «видатні досягнення у сфері вільного вираження поглядів». Його ім'я також було відзначене у 20 провідних глобальних медіа-показниках Pulse Media за 2009 рік
- «Найкращий голос молоді» (2006).[19]
- Премія Марти Ґеллгорн у журналістиці (2008)[14]
- Премія Ossietzky (2009)[20]
- Премія за свободу преси (2009)[21]
- Рейтинг 398 від Arabian Business Power 500 (2013)[22]

## Родина та освіта
Омер був вихований в таборі біженців Рафах на півдні Сектора Гази поблизу єгипетського кордону. Він почав працювати для підтримки своєї сім'ї у віці шести років, коли його батько перебував у ізраїльській в'язниці. Згодом Мохаммед влаштувався на роботу, а після здобуття освіти почав працювати перекладачем, журналістом і координатором програм.
Омер закінчив Ісламський університет Гази у червні 2006.

## Інциденти
Ізраїльські обмеження іноді зупиняли його поїздки на Західний берег.
У 2008 році, під час поїздки назад до Сектора Гази через міст Алленбі на Західний берег, Омер повідомив, що його роздягнули до нижньої білизни, принизили і побили ізраїльські солдати. Омер переконаний, що жорстокий напад стався, тому що служби безпеки були розчаровані неможливістю конфіскувати гроші, які він отримав.
Згодом, після повернення до Гази, Мохаммед був госпіталізований; в лікарні було виявлено, що в результаті попереднього інциденту у нього кілька переломів ребер і різні тілесні ушкодження. Поступово здоров'я Омера відновлювалося, і він все ж зумів зберегти свою журналістську позицію. Уряд Нідерландів, який послав дипломата до Мохаммеда Омера з метою супроводу його до Гази, подав офіційний протест Ізраїлю щодо поганого поводження з журналістом.